# Mundigesara, Sagar
Mundigesara là một làng thuộc tehsil Sagar, huyện Shimoga, bang Karnataka, Ấn Độ.